# Климівське
Климівське — озеро у Шацькому районі Волинської області України.
Озеро розташоване на північний захід від села Пульмо, між озерами Пулемецьке і Чорне Мале. Площа озера становить 29 га, довжина — 850 м, ширина — 450 м, максимальна глибина — 3,0 м.